# Акт (изобразително изкуство)
 Тази статия е за термина от изобразителното изкуство.  За други значения вижте акт.  
Актът в изобразителното изкуство е живописна, графична, скулптурна или фотографска творба, която представя голото човешко тяло, самостоятелно или в композиция.
Широко разпространен е в древногръцкото и римското пластично изкуство, при скулптури на митологична тематика. В Западна Европа актът се появява сравнително късно, през 12 век; но силно развитие претърпява в творчеството на художници като Джорджоне, Микеланджело Буонароти, Тициан, Тинторето, Петер Паул Рубенс, Рембранд ван Рейн, Пиер-Огюст Реноар, Гюстав Курбе, Амедео Модилиани.
Български творци, известни със своите актови творби, са Стефан Иванов, Гошка Дацов, Жеко Спиридонов, Никола Ганушев. Една от първите български художнички, рисували акт, е Елисавета Консулова-Вазова.
Сред най-често изобразяваните голи тела са тези на Аполон, Афродита, Ерос, трите грации, Адам и Ева.

## Галерия
- Сандро Ботичели, 
 „Раждането на Венера“ (детайл)
- Рубенс, 
 „Трите грации“ (детайл)
- Гюстав Курбе, 
 „Къпеща се“
- Амедео Модилиани, 
 „Голата“

- Жан Огюст Доминик Енгър, 
 „Одалиска“
- Тициан, 
 „Падението на хората“
- Леонардо да Винчи, 
 „Витрувиански човек“
- Микеланджело, 
 статуята на Давид